# Semiangusta delagrangei
Semiangusta delagrangei är en skalbaggsart som först beskrevs av Maurice Pic 1891.  Semiangusta delagrangei ingår i släktet Semiangusta och familjen långhorningar. Inga underarter finns listade i Catalogue of Life.